# Каспаров, Иван Яковлевич
Иван Яковлевич Каспаров (13 декабря 1935, Грозный, Чечено-Ингушская автономная область — 2 ноября 2014, Сельцо) — советский и российский тренер по гандболу, заслуженный тренер России.

## Биография
В 1965 г. вместе с женой приехал в Сельцо из Грозного по приглашению Брянского областного комитета по физической культуре и спорту; становится тренером-преподавателем Дома спорта Сельцо.
В 1971 г. окончил Смоленский институт физической культуры. С 1971 г. — старший тренер-преподаватель по гандболу ДЮСШ спортклуба «Сокол», при поддержке руководства Брянского химического завода создал сельцовскую гандбольную школу. Во времена СССР женская команда «Сокол» многие годы являлась чемпионом Российских студенческих игр, в 1984 г. стала бронзовым призером Всесоюзной Универсиады. В 1980-е гг. женская команда стала выступать в чемпионате РСФСР по классу «А» — первой лиги, занимая все эти годы призовые места.
С 1997 г. команда играла во вновь созданной высшей лиге чемпионата России. В 2012 г. «Сокол» под руководством тренера впервые в своей истории выиграл высшую лигу, однако принял решение не переходить в суперлигу, хотя завоевал это право. Свой успех клуб повторил и в 2013 г.
В июне 2008 г. Каспарову присвоили звание «Почётный гражданин города Сельцо Брянской области».